# Шулежко Марія Яківна
Марія Яківна Шулежко (нар. 1 березня 1956, село Пищики, тепер затоплене село Чорнобаївського району Черкаської області) — українська діячка, голова правління колгоспу «Слава» Корсунь-Шевченківського району Черкаської області, головний контролер — директор департаменту з питань АПК, природних ресурсів та охорони навколишнього природного середовища Рахункової палати України. Народний депутат України 2-го скликання. Кандидат економічних наук (1992).

## Біографія
Народилася у родині агронома колгоспу.
У 1973—1978 роках — студентка економічного факультету Полтавського сільськогосподарського інституту, економіст-організатор сільського господарства.
У лютому 1978 — 1980 року — економіст з оплати праці, у 1980—1982 роках — головний бухгалтер колгоспу «Слава» села Драбівки Корсунь-Шевченківського району Черкаської області.
У 1985 — вересні 1994 року — голова правління колгоспу «Слава» села Драбівки Корсунь-Шевченківського району Черкаської області.
У 1989—1992 роках — аспірант Інституту економіки та організації сільського господарства. У 1992 році захистила кандидатську дисертацію «Організація внутрішньогосподарських економічних відносин на прикладі колгоспів Черкаської області».
Народний депутат України з .07.1994 (2-й тур) до .04.1998, Канівський виборчий округ № 421, Черкаська область. Член Комітету з питань бюджету. Член фракції АПУ (до цього — «Аграрники України»).
Була членом Політради НДП, членом Народної партії.
У червні 1998 — червні 2004 року — начальник відділу оперативного контролю й аналізу видатків на економічний розвиток департаменту контролю й аналізу видатків бюджетів, начальник відділу контролю видатків на агропромисловий комплекс і державний резерв департаменту контролю видатків на АПК та виробничу інфраструктуру, заступник директора департаменту контролю видатків на АПК та виробничу інфраструктуру Рахункової палати України. З червня 2004 року — головний контролер — директор департаменту з питань АПК, природних ресурсів та охорони навколишнього природного середовища Рахункової палати України.

## Нагороди та відзнаки
- заслужений економіст України (.03.1997)[1]